# Jingdong
Jingdong, tidigare stavat Kingtung, är ett autonomt härad för yi-folket som lyder under Pu'ers stad på prefekturnivå i Yunnan-provinsen i sydvästra Kina.